# اکس‌پی‌او لجستیکس
اکس‌پی‌او لجستیکس (انگلیسی: XPO Logistics) شرکت ترابری آمریکایی است، که در سال ۱۹۸۹ تأسیس شد.